# Дискография Холзи
Американская певица и автор песен Холзи выпустила четыре студийных альбома, один мини-альбом, восемь синглов и шесть видеоклипов. Она подписала контракт с Astralwerks и выпустила свой дебютный ЕР, Room 93, 27 октября 2014 года. Дебютный студийный альбом, Badlands, был выпущен 28 августа 2015 года и включал такие синглы, как «Ghost», «New Americana» и «Colors». В альбом также включен ее дебютный сингл, «Hurricane» и «Castle», которая была повторно записана для саундтрека фильма 2016 года, «Белоснежка и Охотник».
В 2016 году, на Холзи обрушился большой успех, её песня, «Closer», совместно с The Chainsmokers. Сингл достиг первой строчки в чарте Billboard Hot 100 и продержался там 12 недель. Эта песня стала первой песней, которая провела 26 недель в первой пятерке чарта Hot 100.
Холзи объявили 7 марта 2017 года дату выпуска и название ее второго студийного альбома, Hopeless Fountain Kingdom, который должен был выйти в июне. Первый сингл, «Now or Never», был выпущен 4 апреля 2017 года, одновременно с музыкальным видео. Альбом был выпущен на 2 июня 2017.

## Студийные альбомы
| Названия                           | Детали                                                                                              | Пиковые позиции в чартах | Пиковые позиции в чартах | Пиковые позиции в чартах | Пиковые позиции в чартах | Пиковые позиции в чартах | Пиковые позиции в чартах | Пиковые позиции в чартах | Пиковые позиции в чартах | Пиковые позиции в чартах | Пиковые позиции в чартах | Sales                       | Certifications                                                                      |
| Названия                           | Детали                                                                                              | US                       | AUS                      | BEL (FL)                 | CAN                      | GER                      | IRE                      | NL                       | NZ                       | SWE                      | UK                       | Sales                       | Certifications                                                                      |
| ---------------------------------- | --------------------------------------------------------------------------------------------------- | ------------------------ | ------------------------ | ------------------------ | ------------------------ | ------------------------ | ------------------------ | ------------------------ | ------------------------ | ------------------------ | ------------------------ | --------------------------- | ----------------------------------------------------------------------------------- |
| Badlands                           | - Выпуск: August 28, 2015 - Лейбл: Astralwerks (2547360342) - Формат: CD, CS, DL, LP                | 2                        | 2                        | 10                       | 3                        | 37                       | 3                        | 5                        | 3                        | 13                       | 9                        | - US: 504,000 - UK: 106,804 | - RIAA: Platinum - ARIA: Gold - BPI: Gold - MC: Gold                                |
| Hopeless Fountain Kingdom          | - Выпуск: June 2, 2017 - Лейбл: Astralwerks - Формат: CD, DL, LP                                    | 1                        | 2                        | 14                       | 1                        | 27                       | 7                        | 15                       | 6                        | 27                       | 12                       | - US: 76,000                | - RIAA: Gold - MC: Gold                                                             |
| Manic                              | - Выход: 17 января 2020 - Лейбл: Capitol Records - Форматы: CD, Цифровая дистрибуция, LP            | 2                        | 2                        | 9                        | 2                        | 11                       | 8                        | 13                       | 4                        | 27                       | 6                        | - US: 330,300               | - RIAA: 2× Platinum - ARIA: Gold - BPI: Gold - IFPI NOR: Platinum - MC: 2× Platinum |
| If I Can’t Have Love, I Want Power | - Выход: 27 августа 2021 - Лейбл: Capitol Records - Форматы: CD, Цифровая дистрибуция, LP, стриминг | 2                        | 3                        | 4                        | 5                        | 5                        | 6                        | 6                        | 5                        | 24                       | 5                        | - US: 70,500                | - RIAA: Gold                                                                        |

## Мини-альбомы
| Название                                                                         | Детали                                                               | Пиковые позиции в чартах | Пиковые позиции в чартах | Пиковые позиции в чартах |
| Название                                                                         | Детали                                                               | US                       | US Alt.                  | US Heat                  |
| -------------------------------------------------------------------------------- | -------------------------------------------------------------------- | ------------------------ | ------------------------ | ------------------------ |
| Room 93                                                                          | - Релиз: 27 Октября 2014 - Лейбл: Astralwerks - Форматы: CD, DL, 12" | 159                      | 20                       | 3                        |
| Room 93: The Remixes                                                             | - Релиз: 3 Марта 2015 Года - Лейбл: Astralwerks - Форматы: DL        | —                        | —                        | —                        |
| Room 93: 1 Mic 1 Take                                                            | - Выхода: 17 Марта 2015 - Лейбл: Astralwerks - Форматы: DL           | —                        | —                        | —                        |
| Complementary Colors                                                             | - Релиз: 22 Апреля 2016 - Лейбл: Astralwerks - Форматы: CD, DL, 12"  | —                        | —                        | —                        |
| «—» означает, что альбом не вошел в чарты или не был выпущен на этой территории. |                                                                      |                          |                          |                          |

## Синглы
| Название                                | Год  | Пиковые позиции в чартах | Пиковые позиции в чартах | Пиковые позиции в чартах | Пиковые позиции в чартах | Пиковые позиции в чартах | Пиковые позиции в чартах | Пиковые позиции в чартах | Альбом                                |
| Название                                | Год  | US                       | US Alt.                  | BEL (FL)                 | CAN                      | IRE                      | NZ                       | UK                       | Альбом                                |
| --------------------------------------- | ---- | ------------------------ | ------------------------ | ------------------------ | ------------------------ | ------------------------ | ------------------------ | ------------------------ | ------------------------------------- |
| «Hurricane»                             | 2014 | —                        | —                        | —                        | —                        | —                        | —                        | —                        | Badlands                              |
| «Ghost»                                 | 2014 | —                        | —                        | —                        | —                        | —                        | —                        | —                        | Badlands                              |
| «New Americana»                         | 2015 | 60                       | 18                       | 84                       | 57                       |                          |                          |                          | Badlands                              |
| «Colors»                                | 2016 | —                        | —                        | —                        | —                        | —                        | —                        | —                        | Badlands                              |
| «Castle»                                | 2016 | —                        | —                        | —                        | —                        | —                        | —                        | —                        | Badlands и The Huntsman: Winter’s War |
| «Tokyo Narita»(совместно с Lido)        | 2016 | —                        | —                        | —                        | —                        | —                        | —                        | —                        | N/A                                   |
| «Closer» (совместно с The Chainsmokers) | 2016 | 1                        | —                        | —                        | 1                        | 1                        | 1                        | 1                        | Collage                               |
| «Not Afraid Anymore»                    | 2017 | 77                       | —                        | —                        | 72                       | —                        | —                        | —                        | Fifty Shades Darker                   |
| «Now Or Never»                          | 2017 | 17                       | —                        | 24                       | 32                       | 42                       | 22                       | 80                       | hopeless fountain kingdom             |
| «Bad At Love»                           | 2017 | 14                       | —                        | —                        | 46                       | —                        | —                        | —                        | hopeless fountain kingdom             |

- «Alone» feat. Big Sean & Stefflon Don (2018)
- «Without Me» (2018)
- «Without Me» feat. Juice WRLD (2019)
- «11 Minutes» feat. YUNGBLUD & Travis Barker (2019)
- «Boy with Luv» feat. BTS (2019)
- «Nightmare» (2019)
- «Graveyard» (2019)
- «clementine» (2019)
- «SUGA’s Interlude» feat. Suga by BTS (2019)
- «You Should Be Sad» (2020)
- «The Other Girl» (2020)
- «Be Kind» (2020)
- «I am not a woman, I'm a god» (2021)